# Берія-де-Жос
Берія-де-Жос (рум. Beria de Jos) — село у повіті Олт в Румунії. Входить до складу комуни Опорелу.
Село розташоване на відстані 134 км на захід від Бухареста, 15 км на північ від Слатіни, 54 км на північний схід від Крайови.

## Населення
За даними перепису населення 2002 року у селі проживала 301 особа, усі — румуни. Усі жителі села рідною мовою назвали румунську.